# Tango (1998)
Tango is een Spaans-Argentijnse muziekfilm uit 1998 onder regie van Carlos Saura.

## Verhaal
De regisseur Mario Suárez wil een film maken over de tango. Hij wordt verliefd op Elena Flores, de vriendin van een van zijn investeerders. Wanneer Mario verwijzingen in de film wil verwerken naar de Vuile Oorlog, beginnen zijn geldschieters hem te saboteren.

## Rolverdeling
| Acteur                | Personage          |
| --------------------- | ------------------ |
| Miguel Ángel Sola     | Mario Suárez       |
| Cecilia Narova        | Laura Fuentes      |
| Mía Maestro           | Elena Flores       |
| Juan Carlos Copes     | Carlos Nebbia      |
| Carlos Rivarola       | Ernesto Landi      |
| Sandra Ballesteros    | María Elman        |
| Óscar Cardozo Ocampo  | Daniel Stein       |
| Enrique Pinti         | Sergio Lieman      |
| Julio Bocca           | Julio Bocca        |
| Juan Luis Galiardo    | Angelo Larroca     |
| Martín Seefeld        | Andrés Castro      |
| Ricardo Díaz Mourelle | Waldo Norman       |
| Antonio Soares jr.    | Lijfwacht / Danser |
| Ariel Casas           | Antonio            |
| Carlos Thiel          | Dr. Ramírez        |

## Ontvangst

### Recensies
Op Rotten Tomatoes geeft 68% van de 22 recensenten de film een positieve recensie, met een gemiddelde score van 6,71/10.

### Prijzen en nominaties
Een selectie:
| Jaar | Evenement                      | Categorie                | Genomineerde                                    | Resultaat   |
| ---- | ------------------------------ | ------------------------ | ----------------------------------------------- | ----------- |
| 1999 | Premios Goya (13de editie)     | Beste camerawerk         | Vittorio Storaro                                | Genomineerd |
| 1999 | Premios Goya (13de editie)     | Beste geluid             | Jorge Stavropulos, Carlos Faruolo, Alfonso Pino | Gewonnen    |
| 1999 | Cóndor de Plata (47ste editie) | Beste film               | Tango                                           | Genomineerd |
| 1999 | Cóndor de Plata (47ste editie) | Beste regisseur          | Carlos Saura                                    | Genomineerd |
| 1999 | Cóndor de Plata (47ste editie) | Beste debuterend actrice | Mía Maestro                                     | Genomineerd |
| 1999 | Cóndor de Plata (47ste editie) | Beste camerawerk         | Vittorio Storaro                                | Gewonnen    |
| 1999 | Cóndor de Plata (47ste editie) | Beste montage            | Julia Juaniz                                    | Genomineerd |
| 1999 | Cóndor de Plata (47ste editie) | Beste enscenering        | Emilio Basaldúa                                 | Genomineerd |
| 1999 | Cóndor de Plata (47ste editie) | Beste filmmuziek         | Lalo Schifrin                                   | Genomineerd |